# 아산초등학교 (전북)
아산초등학교는 대한민국 전북특별자치도 고창군 아산면 반암리에 있는 공립 초등학교이다.

## 학교 연혁
- 1933년 4월 26일 아산공립보통학교 개교
- 1938년 4월 1일 아산공립심상소학교로 개칭
- 1941년 4월 1일 아산공립국민학교로 개칭
- 1942년 3월 20일 6년제로 개편
- 1984년 3월 17일 병설유치원 개원
- 1996년 3월 1일 아산초등학교로 개명
- 2014년 2월 14일 제 77회 졸업식(2,942명)
- 2014년 3월 1일 초등학교 6학급, 병설유치원 1학급 편성
- 2014년 9월 1일 제 26대 김학술 교장 취임

## 참고 자료
- 아산초등학교 - 한국교육학술정보원 학교알리미